# Пострадянська алія 1990-х років

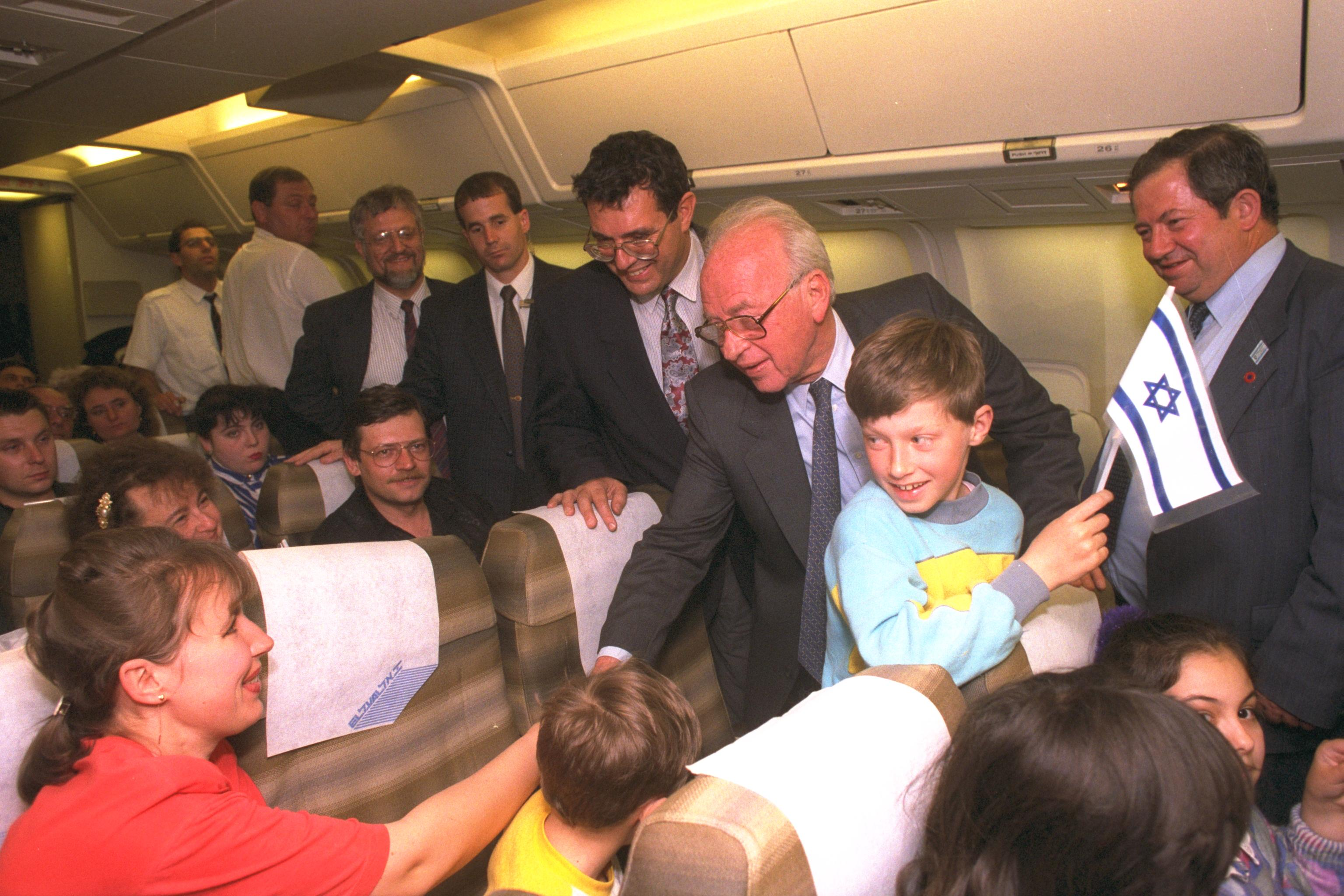
Прем'єр-міністр Іцхак Рабін тисне руку новим радянським емігрантам на їхньому рейсі з Росії до Ізраїлю 27 квітня 1994 року

Після розпаду Радянського Союзу у 1991 та протягом наступних десяток років велика кількість євреїв емігрувала з нових пострадянських країн до Ізраїлю, більшість з яких зробили алію.
З 1989 по 2006 рік близько 1,6 мільйони радянських євреїв та їхніх родичів покинули СССР та новоутворені пострадянські країни, з яких близько 979 000, або 61% — відповідно до закону про повернення, який дозволяє євреям та їхнім неєврейським подружжям переїхати до Ізраїлю та отримати ізраїльське громадянство. За даними Центрального статистичного бюро Ізраїлю, 26% olim і olot з колишнього Радянського Союзу не були євреями за галахічним визначенням, але все ще мали право на отримання ізраїльського громадянства через єврейське походження чи шлюб. У той час як більшість імміграційної хвилі складалася з євреїв-ашкеназі, значна частка мізрахі також уклала алію з азіатських територій Радянського Союзу на той час, наприклад гірські євреї, грузинські євреї, бухарські євреї, та інші. Переважна більшість цих іммігрантів успішно інтегрувалася в ізраїльську економіку: у 2012 році середня зарплата вихідців з пострадянської алії була порівнянна з зарплатою корінних ізраїльтян.

## Історія

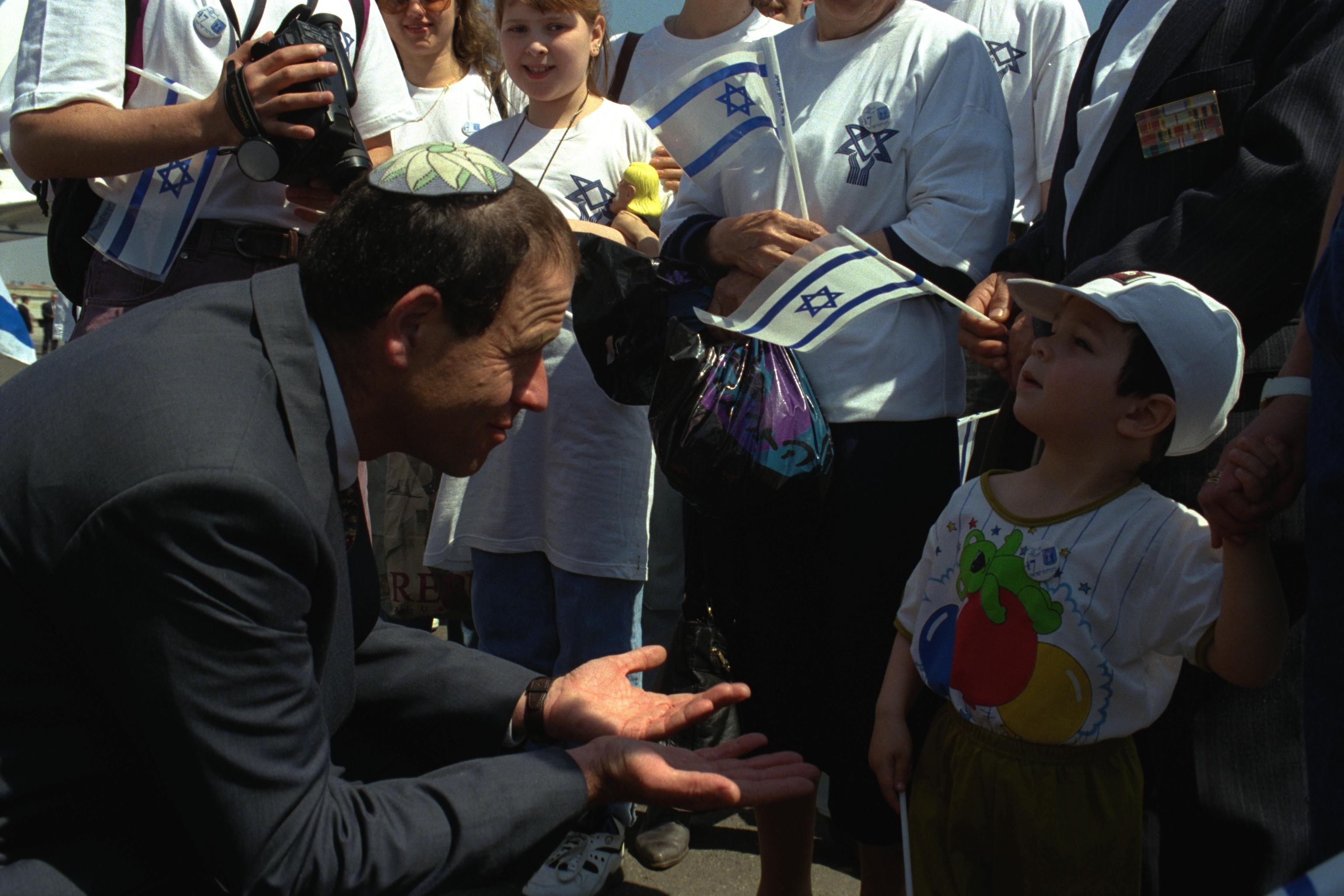
Голова Єврейського агентства Авраам Бург вітає нових радянських іммігрантів після їхнього прибуття в аеропорт імені Бен-Гуріона 10 травня 1995 року

У 1989 році генеральний секретар СРСР Михайло Горбачов вирішив зняти обмеження на еміграцію. Того ж року 71 000 радянських євреїв емігрували, з яких лише 12 117 емігрували до Ізраїлю. У Відні, головному транзитному пункті імміграції до Ізраїлю, близько 83% вирішили поїхати до Сполучених Штатів, проте вже у жовтні 1989 року уряд США припинив розглядати радянських євреїв як біженців, оскільки інша країна, Ізраїль, була готова прийняти їх беззастережно.
У наступному 1990 році до Ізраїлю прибуло 185 227 радянських іммігрантів (з приблизно усіх 228 400 євреїв, які покинули Радянський Союз того року). У 1991 році до Ізраїлю прибуло ще приблизно 148 000 радянських іммігрантів. Відтоді імміграція до Ізраїлю значно впала, але залишалася стабільною між 1992 і 1995 роками. У 1992 році до Ізраїлю прибуло 65 093 радянських іммігранта, потім 66 145 у 1993 році, 68 079 у 1994 році та 64 848 у 1995 році. Відтоді радянська імміграція впала нижче 60 000 на рік протягом наступних кількох років, хоча сплеск стався в 1999 році, коли до Ізраїлю прибуло 66 848 іммігрантів. Цей спад тривав у 2000-х роках. У 2000 році прибуло 50 817 іммігрантів, потім 33 601 іммігрантів у 2001 році, і після цього імміграція до Ізраїлю з колишнього Радянського Союзу знизилася до менше 20 тисяч на рік.
На території колишнього Радянського Союзу спалахнула низка воєн, і єврейські біженці з охоплених війною районів були також евакуйовані до Ізраїлю за допомогою Єврейського агентства. Під час Абхазської війни всі євреї, що бажали втекти з Абхазії були переселені в Ізраїль. Євреї-втікачі з Першої чеченської війни евакуювалися до Ізраїлю в ході проведеної самим Ізраїлем і Єврейським агентством рятувальної операції, яка тривала кілька місяців.  Під час Придністровської війни в Молдові євреї-втікачі вирушали до таких міст як Кишинів і Одеса, звідки їх відправляли до Ізраїлю.

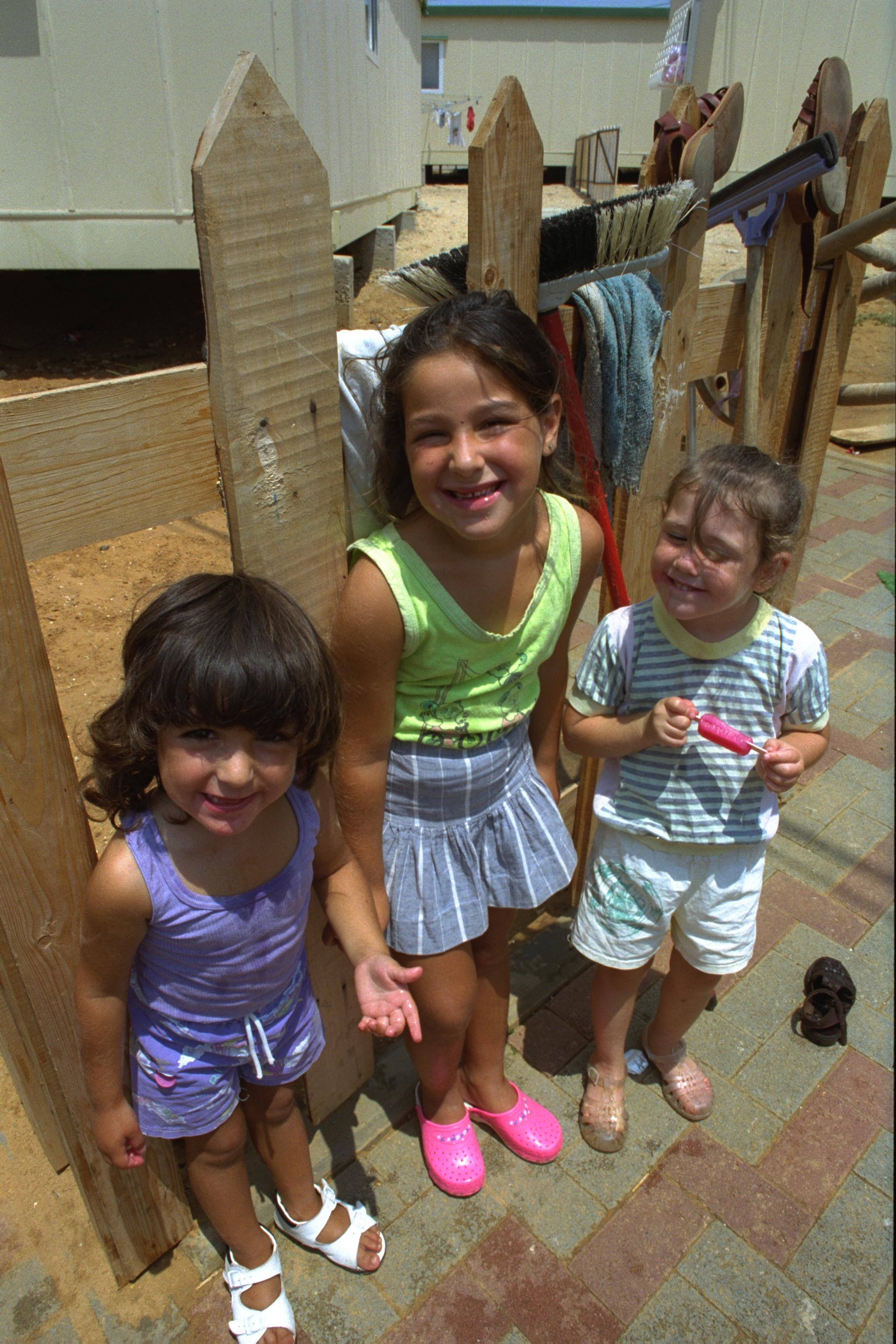
Діти радянських іммігрантів у районі Караван у Бат-Ямі, липень 1991 року

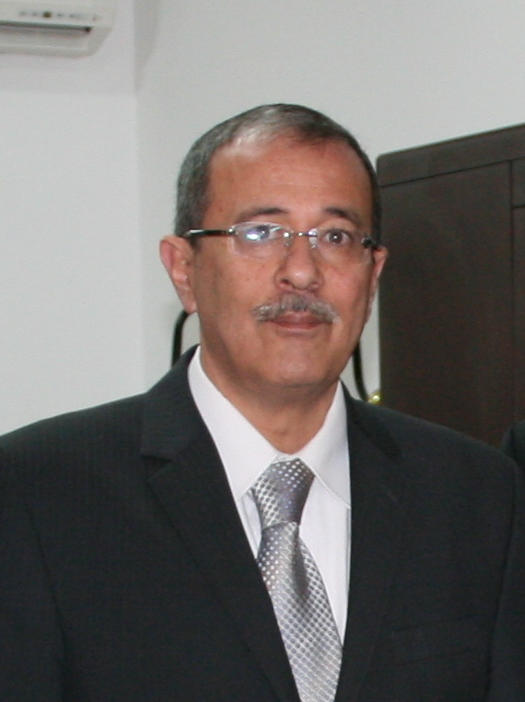
Речник Палестинської влади Гассан Хатіб назвав російських іммігрантів такими, що «допомогли зрушити Ізраїль вправо – на шкоду мирним можливостям».

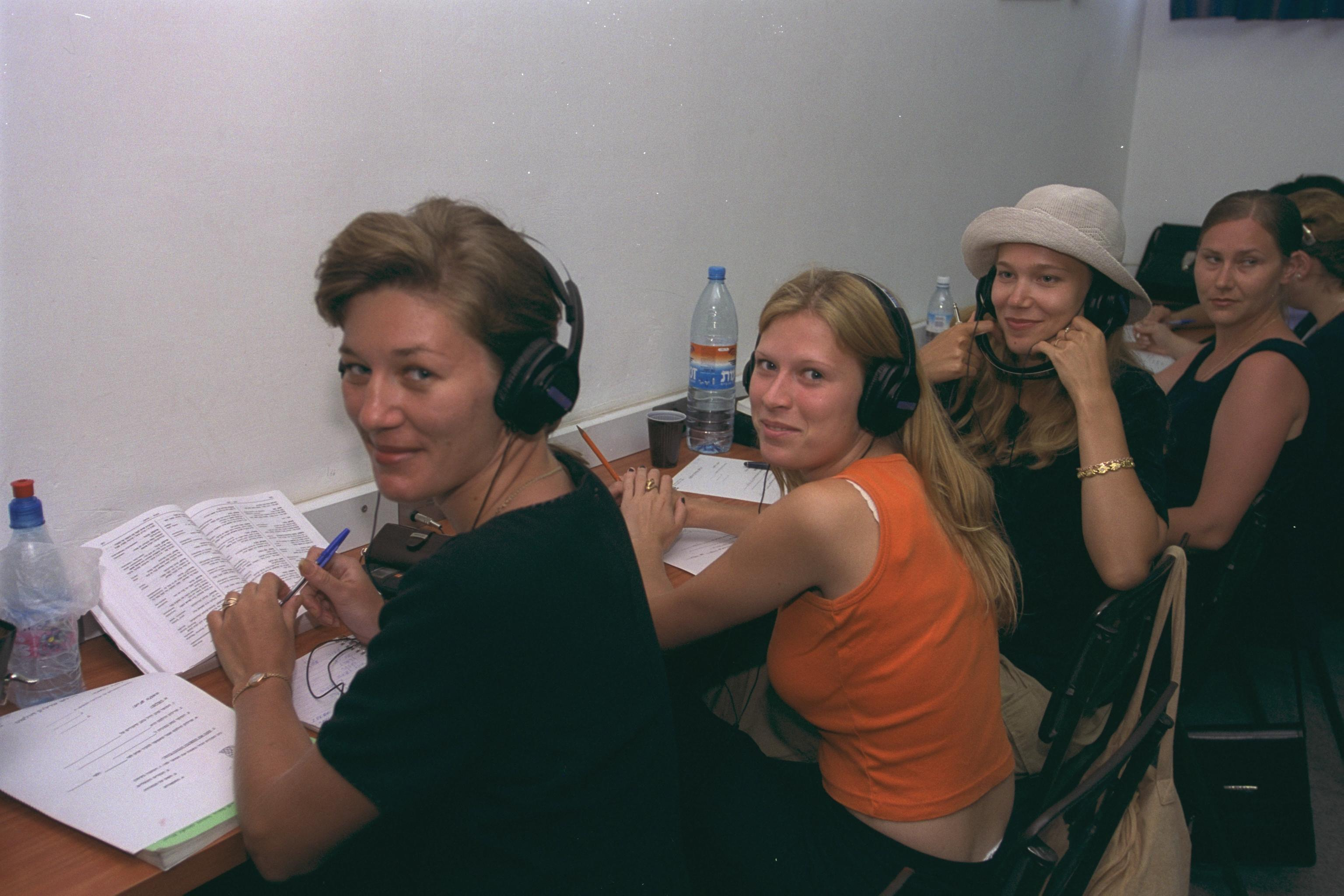
Уроки івриту в ульпані в Холоні, червень 2000

## Демографія
Кількість єврейських іммігрантів з колишнього Радянського Союзу
| Рік       | Всього (тис.) | Ізраїль | США  | Німеччина |
| --------- | ------------- | ------- | ---- | --------- |
| 1970–1988 | 291           | 165     | 126  | 0         |
| 1989      | 72            | 12.9    | 56   | 0.6       |
| 1990      | 205           | 185.2   | 6.5  | 8.5       |
| 1991      | 195           | 147.8   | 35.2 | 8         |
| 1992      | 123           | 65.1    | 45.9 | 4         |
| 1993      | 127           | 66.1    | 35.9 | 16.6      |
| 1994      | 116           | 68.1    | 32.9 | 8.8       |
| 1995      | 114           | 64.8    | 21.7 | 15.2      |
| 1996      | 106           | 59      | 19.5 | 16        |
| 1997      | 99            | 54.6    | 14.5 | 19.4      |
| 1998      | 83            | 46      | 7.4  | 17.8      |
| 1999      | 99            | 66.8    | 6.3  | 18.2      |
| 2000      | 79            | 50.8    | 5.9  | 16.5      |
| 2001      | 60            | 33.6    | 4.1  | 16.7      |
| 2002      | 44            | 18.5    | 2.5  | 19.3      |
| 2003      | 32            | 12.4    | 1.6  | 15.4      |
| 2004      | 25            | 10.1    | 1.1  | 11.2      |
| 2005      | 18            | 9.4     | 0.9  | 6         |
| 2006      | 10            | 7.5     | 0.6  | 1.1       |
| 1989–2006 | 1,607         | 979     | 325  | 219       |
| 1970–2006 | 1,898         | 1,144   | 451  | 219       |

## Вплив на Ізраїль

### Мовний
Завдяки попиту нових іммігрантів з'явилося багато російськомовних газет, а з розвитком багатоканального телебачення в Ізраїлі в 1990-х роках багато російських каналів почали ретранслювати в Ізраїлі. А в листопаді 2002 року з'явився новий ізраїльсько-російський канал Ізраїль Плюс. Також було засновано сім російських газет. Однак до 2012 року ізраїльсько-російські ЗМІ занепали, оскільки діти радянських іммігрантів покладаються на них набагато менше, ніж їхні батьки.[джерело?]

### Культурний

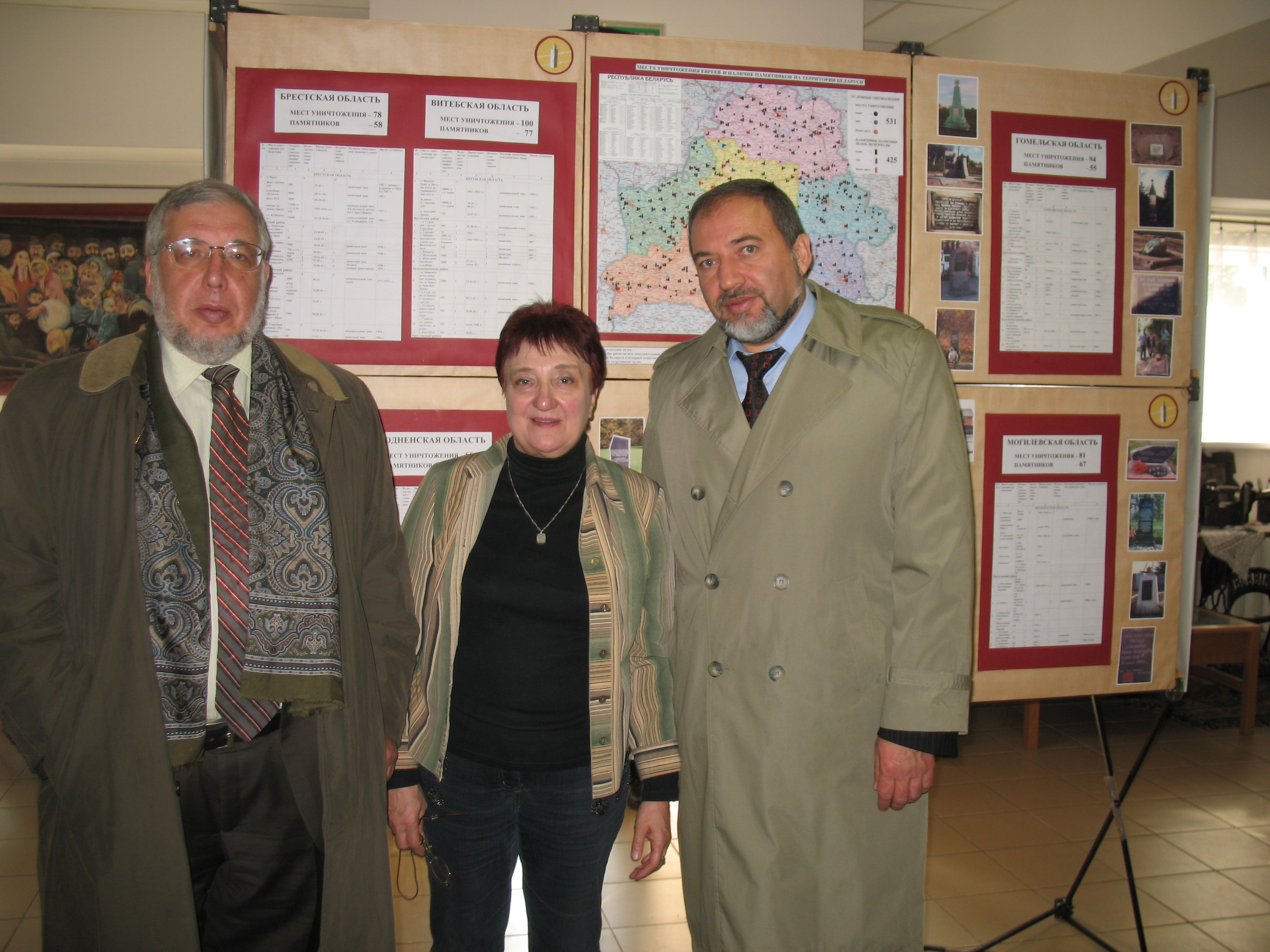
Посол Ізраїлю у єврейському музеї у новоутвореній після розпаду СРСР держави Білорусі

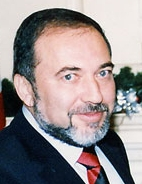
Авігдор Ліберман, лідер політичної партії "Наш дім Ізраїль", базу підтримки якої складають російськомовні іммігранти

Світський характер імміграційної хвилі та їх спроби зберегти свої харчові звички спричинили в середині 1990-х років відкриття магазинів, що продають товари, які були поширені в СРСР, зокрема некошерне м’ясо, наприклад свинину. Незважаючи на те, що продаж свинини в Ізраїлі дозволений, а в кібуці Мізра є навіть свиноферми, продаж м’яса в містах з високим рівнем релігійних або традиційних жителів вважається порушенням світсько-релігійного статус-кво в Ізраїлі. , і викликав багато протистоянь. У більшості випадків різні сторони досягли компромісу, і склади свинини перенесли в промислові райони міст.[джерело?]

### Економічний
Іммігранти відносно успішно інтегрувалися в ізраїльську економіку, і вони характеризуються як такі, що мають вищий рівень участі на ринку праці. Ізраїльська галузь високих технологій пережила невелику революцію із запровадженням кількох бізнес-інкубаторів, які були створені, щоб забезпечити роботою тисячі науковців та інженерів, які прийшли через хвилю імміграції. Цій імміграційній хвилі також приписують стимулювання економіки Ізраїлю та сприяння розвитку відомої індустрії високих технологій країни, зокрема. Ізраїльський економіст Шломо Маоз сказав про російську алію: «Росіяни врятували Ізраїль, дуже багато. Алія покращила нашу ситуацію майже за всіма параметрами». За словами Маоза, вливання майже мільйона нових споживачів дозволило сотням компаній у різноманітних галузях збільшити свій ринок до 20%, і це збільшення споживання значно збільшило імпорт та експорт. Ізраїльська індустрія високих технологій, що з’явилася, значно підштовхнула високоосвічених російських іммігрантів разом із кваліфікованими ветеранами Армії оборони Ізраїлю. Крім того, Маоз приписував російським іммігрантам, які, як правило, були більш амбіційними та високоосвіченими, ніж корінні ізраїльтяни, опосередковано підвищуючи продуктивність корінних ізраїльтян, змушуючи їх більше працювати та здобувати вищу освіту, щоб конкурувати. Економіст Йосеф Зейра визнав, що російські іммігранти позитивно вплинули на ізраїльську економіку, і поклав їм заслугу в припинення рецесії, яка сталася в результаті Першої інтифади, але стверджував, що успіх Ізраїлю в галузі високих технологій був здебільшого завдяки субсидіям від IDF. За словами Зейри, хоч російська алія позитивно вплинула на економіку, «Ізраїль все одно залишиться західною країною з процвітаючим промисловим сектором, з ними чи без них».  Загальний внесок і потенціал іммігрантів, які зробили внесок у державу Ізраїль та ізраїльське суспільство як науковці, лікарі, академіки, у сфері технологій, досліджень і мистецтва, мали ключове значення для загальної культури та економіки Ізраїлю.